# Плининг
Плининг (њем. Pliening) општина је у њемачкој савезној држави Баварска. Једно је од 21 општинског средишта округа Еберсберг. Према процјени из 2010. у општини је живјело 5.064 становника. Посједује регионалну шифру (AGS) 9175133.

## Географски и демографски подаци
Плининг се налази у савезној држави Баварска у округу Еберсберг. Општина се налази на надморској висини од 504 метра. Површина општине износи 22,8 km². У самом мјесту је, према процјени из 2010. године, живјело 5.064 становника. Просјечна густина становништва износи 222 становника/km².